# Vanilla insignis
Vanilla insignis ist eine Pflanzenart aus der Gattung Vanille (Vanilla) in der Familie der Orchideen (Orchidaceae). Die Kletterpflanze hat ihr Verbreitungsgebiet in Mittelamerika.

## Beschreibung
Vanilla insignis ist eine epiphytisch wachsende, immergrüne Kletterpflanze. Die Länge der Internodien beträgt 10 bis 14 Zentimeter. Der Stängel ist längs gefurcht und mit winzigen Papillen besetzt. Die kurz gestielten Blätter sind länglich bis oval geformt, vorne enden sie mit einer aufgesetzten Spitze. Die Blattlänge beträgt 11,5 bis 15 Zentimeter, die Breite 4 Zentimeter.
Die Blütenstandsachse wird 3 bis 4 Zentimeter lang. Die Tragblätter sind bis 0,7 Zentimeter lang, breit oval geformt, sie enden spitz, sie sind fleischig und konkav gebogen. Der Fruchtknoten ist 3,5 bis 4,5 Zentimeter lang. Die Blüten sind grünlich mit weißer Lippe. Die Sepalen sind länglich bis lanzettlich, oberhalb der Mitte am breitesten, 6,9 bis 7,5 Zentimeter lang und 1,1 bis 1,4 Zentimeter breit. Die seitlichen Petalen sind etwas schmaler, auf der Außenseite gekielt. Die Lippe wird 6,5 bis 7 Zentimeter lang, sie ist undeutlich dreilappig. An der Basis ist die Lippe mit der Säule zu einer Röhre verwachsen. Der vordere freie Teil der Lippe ist ausgebreitet und am Rand gefranst. Die Behaarung der Lippe fängt an der Basis mit dichten, drüsigen Haaren an; mittig auf der Lippe befindet sich ein nach hinten gerichtetes Haarbüschel; davor sind nur die Adern leicht warzig besetzt, weiter zur Spitze hin werden die Anhängsel länger (bis 0,5 Zentimeter) und dichter. Die leicht s-förmig gebogene Säule wird 5 Zentimeter lang, sie ist auf der Unterseite behaart, an der Spitze gelb, ansonsten weiß.

## Verbreitung
Vanilla insignis ist nur aus Mittelamerika bekannt, sie wächst in Mexiko, Belize, Guatemala und Honduras, eventuell auch in Costa Rica. Sie ist recht häufig, blühende Pflanzen wurden allerdings nur selten gesammelt.

## Systematik und Botanische Geschichte
Diese Orchidee wurde 1934 von Oakes Ames beschrieben. J. B. Edwards fand sie 1933 im Departamento Comayagua in etwa 800 Meter Höhe, wo die Pflanzen in lichten Wäldern als Epiphyten wuchsen.
Innerhalb der Gattung Vanilla wird Vanilla insignis in die Untergattung Xanata und dort in die Sektion Xanata, die nur Arten der Neotropis enthält, eingeordnet. Soto Arenas und Cribb ordnen sie in eine Gruppe um Vanilla odorata und Vanilla planifolia ein, die noch die weiteren Arten Vanilla appendiculata, Vanilla bahiana, Vanilla cristagalli, Vanilla denticulata, Vanilla dubia, Vanilla dungsii, Vanilla fimbriata, Vanilla helleri, Vanilla phaeantha, Vanilla ribeiroi, Vanilla schwackeana, Vanilla tahitiensis und Vanilla uncinata enthält.